# Saraina
Saraina is een geslacht van spinnen uit de familie springspinnen (Salticidae).

## Soorten
De volgende soorten zijn bij het geslacht ingedeeld:
- Saraina deltshevi Azarkina, 2009
- Saraina kindamba Azarkina, 2009
- Saraina rubrofasciata Wanless & Clark, 1975